# Dengzhou
Dengzhou (邓州市S, DèngzhōuP) è una città-contea della Cina, situata nella provincia di Henan e amministrata dalla prefettura di Nanyang.